# 舗装施工管理技術者
舗装施工管理技術者（ほそうせこうかんりぎじゅつしゃ）は、日本の資格の一つで、2010年度までは国土交通省所管の道路保全技術センターが、2011年度以降は日本道路建設業協会が、年1回資格試験を実施している。また、技術進歩に対応するため5年に1度の更新も求められている。

## 合格率
- 2011年度の1級舗装施工管理技術者の合格率は26.4%であった。
- 2012年度の1級舗装施工管理技術者の合格率は21.9%であった。
- 2013年度の1級舗装施工管理技術者の合格率は25.0%であった。
- 2014年度の1級舗装施工管理技術者の合格率は18.4%であった。
- 2015年度の1級舗装施工管理技術者の合格率は16.4%であった。

## 意義
発注の大部分が公共工事である舗装工事は、一般土木工事と異なった知識や経験が求められるようになった。また、「公共工事の品質確保の促進に関する法律（品確法）」の施行により、総合評価落札方式における配置技術者の能力評価項目に採用したり、一般競争入札の入札参加条件に舗装施工管理技術者の現場専任を求めるなど、より舗装に特化した技術者の配置が求められている。

## 受験資格

### 1級
- 1年以上の指導監督的実務経験
  - 大学の指定学科を卒業後、3年以上の実務経験
  - 大学の指定学科以外を卒業後、4年6か月以上の実務経験
  - 短期大学、高等専門学校（5年制）の指定学科を卒業後、5年以上の実務経験
  - 短期大学、高等専門学校（5年制）の指定学科以外を卒業後、7年6か月以上の実務経験
  - 高等学校の指定学科を卒業後、10年以上の実務経験
  - 高等学校の指定学科以外を卒業後、11年6か月以上の実務経験
  - 上記以外の者は15年以上の実務経験
  - 技術士二次試験（建設部門）、1級土木施工、1級建設機械施工合格者
  - 2級舗装施工管理、2級土木施工管理、2級建設機械施工合格者のうち、実務経験合格後5年以上
  - 2級舗装施工管理、2級土木施工管理、2級建設機械施工合格者のうち、実務経験合格後5年未満
    - 高等学校の指定学科を卒業後、9年以上の実務経験
    - 高等学校の指定学科以外を卒業後、10年6か月以上の実務経験
    - 上記以外の者は14年以上の実務経験
- 専任の主任技術者の実務経験が1年以上ある者 
  - 2級舗装施工管理、2級土木施工管理、2級建設機械施工合格者で合格後3年以上の者
    - 合格後、1年以上の専任の主任技術者経験を含む3年以上の実務経験

  - 2級舗装施工管理、2級土木施工管理、2級建設機械施工合格者で合格後3年未満の者
    - 短期大学、高等専門学校（5年制）の指定学科以外を卒業後、7年以上の実務経験
    - 高等学校の指定学科を卒業後、7年以上の実務経験
    - 高等学校の指定学科以外を卒業後、8年6か月以上の実務経験
    - その他で12年以上の実務経験

  - 上記以外の者は高等学校の指定学科を卒業後、8年以上の実務経験
  - 上記以外の者は高等学校の指定学科以外を卒業後、11年以上の実務経験
  - 上記以外の者はその他で13年以上の実務経験

### 2級
- 大学の指定学科を卒業後、1年以上の実務経験
- 大学の指定学科以外を卒業後、1年6か月以上の実務経験
- 短期大学、高等専門学校（5年制）の指定学科を卒業後、2年以上の実務経験
- 短期大学、高等専門学校（5年制）の指定学科以外を卒業後、3年以上の実務経験
- 高等学校の指定学科を卒業後、3年以上の実務経験
- 高等学校の指定学科以外を卒業後、4年6か月以上の実務経験
- 上記以外の者は8年以上の実務経験
- 技術士二次試験（建設部門）、1級土木施工、1級建設機械施工合格者
  - 実務経験を有すること
- 2級舗装施工管理、2級土木施工管理、2級建設機械施工合格者
  - 実務経験を有すること

## 試験科目
一般試験と応用試験がある。一般試験は学科試験であり、応用試験は経験記述を基にした試験である。